# Növényi drogok listája
Ez a lista azokat a moszat-, növényi vagy gombaeredetű drogokat tartalmazza, amelyek a következő gyógyszerkönyvekben szerepelnek:
- VII. magyar gyógyszerkönyv (Pharmacopoea hungarica) (Ph. Hg. VII)

## Lista
- Juglandis folium diófalevél (Juglans regia) Ph.Hg.VII. szabad forgalmú;
- Amylum solani burgonyakeményítő (Solanum tuberosum) Ph.Hg.VII., Ph.Eu, szabad forgalmú;
- Amylum maydis kukoricakeményítő (Zea mays) Poaceae Ph.Eu szabad forgalmú;
- Centaurii herba ezerjófű (Centaurium erythraea) Ph.Hg.VII. szabad forgalmú;
- Althaeae radix orvosi zilízgyökér (Althaea officinalis) Ph.Hg.VII. szabad forgalmú;
- Althaeae folium orvosi zilízlevél (Althaea officinalis) Ph.Hg.VII. szabad forgalmú;
- Crataegi summitas galagonya virágzó ágvége (Crataegus monogyna, Crataegus oxyacantha) Ph.Hg.VII. szabad forgalmú;
- Sambuci flos bodzavirág (Sambucus nigra) Ph.Hg.VII. szabad forgalmú;
- Graminis rhizoma tarackbúza gyöktörzs (Agropyron repens) Poaceae Ph.Hg.VII. szabad forgalmú;
- Tiliae flos hársfavirág (Tilia cordata, Tilia platyphyllos) Ph.Hg.VII. szabad forgalmú;
- Amylum tritici búzakeményítő (Triticum aestivum) Ph.Hg.VII., Ph.Eu szabad forgalmú;
- Uvae ursi folium medveszőlőlevél (Arctostaphylos uva-ursi) Ph.Hg.VII., Ph.Eu szabad forgalmú;
- Gentianae radix et rhizoma tárnicsgyökér és -gyöktörzs (Gentiana lutea) Ph.Hg.VII. szabad forgalmú;
- Oleum ricini ricinusolaj (Ricinus communis) Ph.Hg.VII. szabad forgalmú;
- Balsamum peruvianum perubalzsam (Myroxylon balsamum var. pereirae) Ph.Hg.VII., Ph.Eu szabad forgalmú;
- Benzoe benzoegyanta (Styrax benzoides) Ph.Hg.VII. szabad forgalmú;
- Valerianae rhizoma et radix macskagyökér (Valeriana officinalis) Ph.Hg.VII., Ph.Eu szabad forgalmú;
- Cardui benedicti herba benedekfű (Cnicus benedictus) Asteraceae Ph.Hg.VII. szabad forgalmú;
- Marrubii herba orvosi pemetefű (Marrubium vulgare) Ph.Hg.VII. szabad forgalmú;
- Oleum lini lenolaj (Linum usitatissimum) Ph.Hg.VII. szabad forgalmú;
- Lini semen lenmag (Linum usitatissimum) Linaceae Ph.Hg.VII., Ph.Eu szabad forgalmú;
- Lini seminis farina lenmagliszt (Linum usitatissimum) Ph.Hg.VII. szabad forgalmú.
- Ononidis radix tövises iglice gyökér (Ononis spinosa) Ph.Hg.VII. szabad forgalmú;
- Plantaginis folium útifűlevél (Plantago lanceolata, Plantago major) Ph.Hg.VII. szabad forgalmú;
- Agar-agar agar-agar (ágármoszat) (Ahnfeltia spp., Gelidium spp.) Ph.Hg.VII., Ph.Eu szabad forgalmú;
- Calami rhizoma kálmos gyöktörzs (Acorus calamus) Araceae Ph.Hg.VII. szabad forgalmú;
- Gummi arabicum arabmézga Acacia senegal Ph.Hg.VI., Ph.Eu szabad forgalmú;
- Cardamomi fructus kardamomtermés (Elettaria cardamomum var. minuscula) Ph.Hg.VII. szabad forgalmú;
- Herniariae herba porcikafű (Herniaria glabra, Herniaria hirsuta) Ph.Hg.VII. szabad forgalmú;
- Aurantii pericarpium narancshéj (Citrus sinensis) Ph.Hg.VII. szabad forgalmú;
- Cynosbati fructus sine semi csipkebogyó áltermésfal (Rosa canina) Ph.Hg.VII. szabad forgalmú;
- Cynosbati pseudofructus csipkebogyó áltermés (Rosa canina)  Ph.Hg.VII. szabad forgalmú;
- Verbasci flos ökörfarkkóró virág (Verbascum phlomoides, Verbascum thapsus) Ph.Hg.VII. szabad forgalmú;
- Capsici fructus paprika (Capsicum annuum convar. longum) Ph.Hg.VII. szabad forgalmú;
- Malvae folium mályvalevél (Malva sylvestris) Ph.Hg.VII. szabad forgalmú;
- Malvae flos mályvavirág (Malva sylvestris) Ph.Hg.VII. szabad forgalmú;
- Rosmarini folium rozmaringlevél (Rosmarinus officinalis) Ph.Eu szabad forgalmú;
- Equiseti herba mezei zsurló herba (Equisetum arvense) Ph.Hg.VII. szabad forgalmú;
- Veratri rhizoma et radix fehér zászpa gyöktörzs és -gyökér (Veratrum album) Ph.Hg.VII. erős hatású;
- Hyoscyami folium beléndeklevél (Hyoscyamus niger) Ph.Hg.VII., Ph.Eu erős hatású;
- Belladonnae folium nadragulyalevél (Atropa bella-donna) Ph.Hg.VII., Ph.Eu erős hatású;
- Belladonnae radix nadragulyagyökér (Atropa bella-donna) Ph.Hg.VII. erős hatású;
- Chinae succirubrae cortex vörös kínafa kéreg (Cinchona pubescens) Ph.Hg.VII., Ph.Eu erős hatású;
- Ipecacuanhae radix et rhizoma ipekakuána gyökér és -gyöktörzs (Uragoga ipecacuanha) Ph.Hg.VII., Ph.Eu erős hatású;
- Strychni semen ebvészmag, a farkasmaszlag (Strychnos nux-vomica) magja Ph.Hg.VII. erős hatású;
- Aloe aloe Aloë ferox Ph.Hg.VII., Ph.Hg.VI., Ph.Eu erős hatású;
- Stramonii folium maszlaglevél (Datura stramonium) Ph.Hg.VII., Ph.Eu erős hatású;
- Frangulae cortex kutyabenge kéreg Frangula alnus Ph.Hg.VII., Ph.Eu szabad forgalmú;
- Rhei rhizoma rheum gyöktörzs (Rheum palmatum) Ph.Hg.VII., Ph.Eu szabad forgalmú;
- Sennae folium szennalevél (Cassia angustifolia) Ph.Hg.VII., Ph.Eu szabad forgalmú;
- Sennae fructus szennatermés (Cassia angustifolia) Ph.Hg.VII., Ph.Eu szabad forgalmú;
- Agrimoniae herba párlófű (Agrimonia eupatoria) Ph.Hg.VII. szabad forgalmú;
- Quercus cortex tölgyfakéreg (Quercus petraea) Ph.Hg.VII. szabad forgalmú;
- Ratanhiae radix ratanhiagyökér (Krameria triandra) Ph.Hg.VII., Ph.Eu szabad forgalmú;
- Achilleae herba cickafarkfű (Achillea millefolium) Ph.Hg.VII. szabad forgalmú;
- Anisi vulgaris fructus közönséges ánizs (Pimpinella anisum) Ph.Hg.VII., Ph.Eu szabad forgalmú;
- Carvi fructus köménymag (Carum carvi) Ph.Hg.VII. szabad forgalmú;
- Caryophylli flos szegfűszeg (Syzigium aromaticum) Ph.Hg.VII., Ph.Eu szabad forgalmú;
- Chamomillae anthodium orvosi székfű virágzat (Matricaria recutita) Ph.Hg.VII. szabad forgalmú;
- Cinnamomi cassae cortex kassziafahéj (Cinnamomum aromaticum) Ph.Hg.VII., Ph.Eu szabad forgalmú;
- Coriandri fructus koriander termés (Coriandrum sativum) Ph.Hg.VII. szabad forgalmú;
- Foeniculi fructus édeskömény termés (Foeniculum vulgare) Ph.Hg.VII., Ph.Eu szabad forgalmú;
- Juniperi galbulus boróka tobozbogyó (Juniperus communis) Ph.Hg.VII. szabad forgalmú;
- Pix juniperi borókafakátrány (Juniperus oxycedrus) Ph.Hg.VII. szabad forgalmú;
- Lavandulae flos közönséges levendula virág (Lavandula angustifolia) Ph.Hg.VII. szabad forgalmú;
- Melissae folium citromfűlevél (Melissa officinalis) Ph.Hg.VII. szabad forgalmú;
- Menthae crispae folium fodormenta levél (Mentha spicata) Ph.Hg.VII. szabad forgalmú;
- Menthae piperitae folium borsmenta levél (Mentha piperita) Ph.Hg.VII., Ph.Eu szabad forgalmú;
- Salviae folium orvosi zsálya levél Salvia officinalis Ph.Hg.VII. szabad forgalmú;
- Serpylli herba mezei kakukkfű (Thymus serpyllum) Ph.Hg.VII. szabad forgalmú;
- Thymi vulgaris herba kerti kakukkfű (Thymus vulgaris) Ph.Hg.VII., Ph.Eu szabad forgalmú;
- Liquiritiae radix et rhizoma édesgyökér (Glycyrrhiza glabra) Ph.Hg.VII., Ph.Eu szabad forgalmú;
- Primulae radix et rhizoma kankalingyökér és -gyöktörzs (Primula vulgaris) Ph.Hg.VII. szabad forgalmú;
- Saponariae albae radix fehér szappangyökér (Gypsophila paniculata) Ph.Hg.VII. szabad forgalmú;
- Absinthii herba fehér ürömfű (Artemisia absinthium) Ph.Hg.VII. szabad forgalmú;
- Trifolii fibrini folium vidrafűlevél (Menyanthes trifoliata) Ph.Hg.VII. szabad forgalmú;
- Hyperici herba orbáncfű (Hypericum perforatum) Ph.Hg.VII. szabad forgalmú;
- Urticae folium csalánlevél (Urtica dioica) Ph.Hg.VII. szabad forgalmú;